# Rötgesbüttel
Rötgesbüttel er en kommune i den sydlige del af Landkreis Gifhorn i den tyske delstat Niedersachsen. Den ligger i den nordlige del af amtet (Samtgemeinde) Papenteich.

## Geografi
|                             | Byen Gifhorn (8 km) |                           |  |                           |
| Ribbesbüttel (3 km)         |                     | Isenbüttel (6 km)         |  |                           |
| Landsbyen Vollbüttel (3 km) |                     | Landsbyen Ohnhorst (3 km) |  | City of Wolfsburg (18 km) |
| Adenbüttel (10 km)          | Meine (5 km)        |                           |  |                           |
|                             |                     |                           |  |                           |
| Byen Peine (33 km)          |                     | Byen Braunschweig (22 km) |  |                           |

Didderse ligger nord for Braunschweig, mellem Harzen og Lüneburger Heide. Andre sore byer i nærehedn er: Wolfsburg, Salzgitter, Wolfenbüttel, Gifhorn, Peine og Celle.